# Christof Dipper
Christof Dipper (Stoccarda, 1943) è uno storico tedesco.

## Biografia
Si è laureato all'Università di Heidelberg in storia, filologia e scienze politiche nel 1968. Nel 1972 ha conseguito un dottorato di ricerca, con Reinhart Koselleck come relatore. Poi ha lavoravato come ricercatore presso l'Università di Treviri fino al 1980, quando ottenne l'abilitazione come collaboratore scientifico (relatore: Wolfgang Schieder). Negli anni successivi, Dipper ha insegnato presso le Università di Stoccarda, di Düsseldorf, e di nuovo a Treviri. Nel 1990, ottenne una cattedra presso l'Università tecnica di Darmstadt, dove rimase fino al 2008 quando è andato in pensione.

## Opere

### Libri
- Ed. insieme a Gustavo Corni: Italiani in Germania tra Ottocento e Novecento. Spostamenti, rapporti, immagini, influenze (Annali dell'Istituto storico italo-germanico a Trento. Quaderni, 67), Bologna 2006.
- come editore: Rechtskultur; Rechtswissenschaft, Rechtsberufe im 19. Jahrhundert. Professionalisierung und Verrechtlichung in Deutschland und Italien (Schriften zur Europäischen Rechts- und Verfassungsgeschichte, vol. 35), Berlino 2000.

### Articoli e saggi
- La soglia storica del 1800. Uno schizzo, in Paolo Pombeni, Heinz Gerhard Haupt (ed.): La transizione come problema storiografico. Le fasi critiche dello sviluppo della modernità (1494-1973), Bologna  2013, pp. 173-193.
- Amministrazione e costituzione. Storiografia a confronto: La lettura tedesca, in Storia – Amministrazione – Costituzione. Annale dell'Istituto per la Scienza dell'Amministrazione pubblica, vol. 5, 1997, pp. 295-305.
- Cambio di paradigmi nello studio dell'età moderna. Proposti e risultati della storiografia tedesca, in Annali dell'Istituto storico italo-germanico in Trento, vol. 22, pp. 11-31.
- Convegno del „Gruppo di studio per la storia contemporanea italiana“ sul tema Il lungo Ottocento[collegamento interrotto] Berlino, 10-12 giugno 2004 (in collaborazione con l'Istituto Storico Germanico di Roma, Ufficio culturale dell'Ambasciata italiana, e il Zentrum für Vergleichende Geschichte Europas di Berlino) (documento pdf).